# Бредлі Сондерс
Бредлі Сондерс (англ. Bradley Saunders; 4 лютого 1986, Стоктон-он-Тіз) — британський професійний боксер, призер чемпіонату світу серед аматорів.

## Аматорська кар'єра
На чемпіонаті світу 2007 року Бредлі Сондерс завоював бронзову медаль.
- У 1/32 фіналу переміг Бориса Каталініча (Хорватія) — 23-12
- У 1/16 фіналу переміг Гумерсіндо Караско (Аргентина) — RSCO 3
- У 1/8 фіналу переміг Хав'єра Моліна (США) — 24-12
- У чвертьфіналі переміг Алексіса Вастін (Франція) — 30-13
- У півфіналі програв Геннадію Ковальову (Росія) — 8-16

На Олімпійських іграх 2008 переміг Семюеля Коті Нікуає (Гана) — 24-1 і програв в другому бою Алексісу Вастін (Франція) — 7-11.
Після Олімпіади Бредлі Сондерс вирішив залишитися у аматорському боксі і 2010 року виборов срібну медаль на Іграх Співдружності, програвши у фіналі Маноджу Кумар (Індія). На чемпіонаті Європи 2010 програв у першому бою.

## Професіональна кар'єра
У лютому 2012 року дебютував на професійному рингу. Провів 14 боїв, в яких здобув 13 перемог і зазнав однієї поразки.